# ديفيد هاسلر
ديفيد هاسلر (بالألمانية: David Hasler)‏ هو لاعب كرة قدم ليختنشتاني، ولد في 4 مايو 1990 في شان في ليختنشتاين. شارك مع منتخب ليختنشتاين تحت 21 سنة لكرة القدم ومنتخب ليختنشتاين لكرة القدم. أما مع النوادي، فقد لعب مع نادي بازل ونادي فادوتس.

## وصلات خارجية
- ديفيد هاسلر على موقع قاعدة بيانات كرة القدم.إي يو (الإنجليزية)
- ديفيد هاسلر على موقع ناشيونال فوتبول تيمز (الإنجليزية)
- ديفيد هاسلر على موقع عالم كرة القدم.نت (الإنجليزية)